# 廚川白村

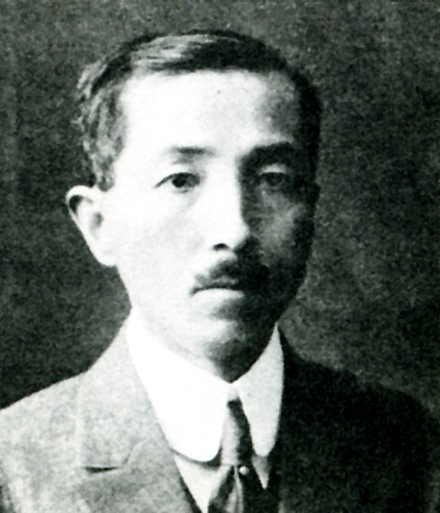
厨川白村(1920年)

廚川白村（日语：／ Kuriyagawa Hakuson，1880年11月19日—1923年9月2日），本名廚川辰夫，日本英國文學學者、文藝評論家。

## 生平
生於京都市，東京帝國大學（今 東京大學）英文系畢業後，於母校擔任助教，1915年留學美國，1918年獲文學博士學位，回國任京都帝國大學（今 京都大學）教授。1923年關東大地震，於神奈川縣鎌倉與妻子遭遇海嘯而橫死，享年42歲。
廚川白村師承上田敏，博覽日本及歐美各國著作，廣泛地將各國文學知識有系統地介紹給日本群眾，對當時的日本社會及文藝界有著非常深刻的影響。著名文藝評論《苦悶的象徵》，「文學是苦悶的象徵」的論點廣為讀者所知悉。除了文藝，《出了象牙之塔》更進一步地針對日本社會提出全面性的批判；而《近代戀愛觀》（近代の恋愛観）的戀愛至上主義則影響了當時許多的日本青年男女。
其長子廚川文夫（厨川 文夫）與媳婦廚川圭子也都為英國文學學者，曾合譯《亞瑟之死》。